# Astley Hall (Chorley)

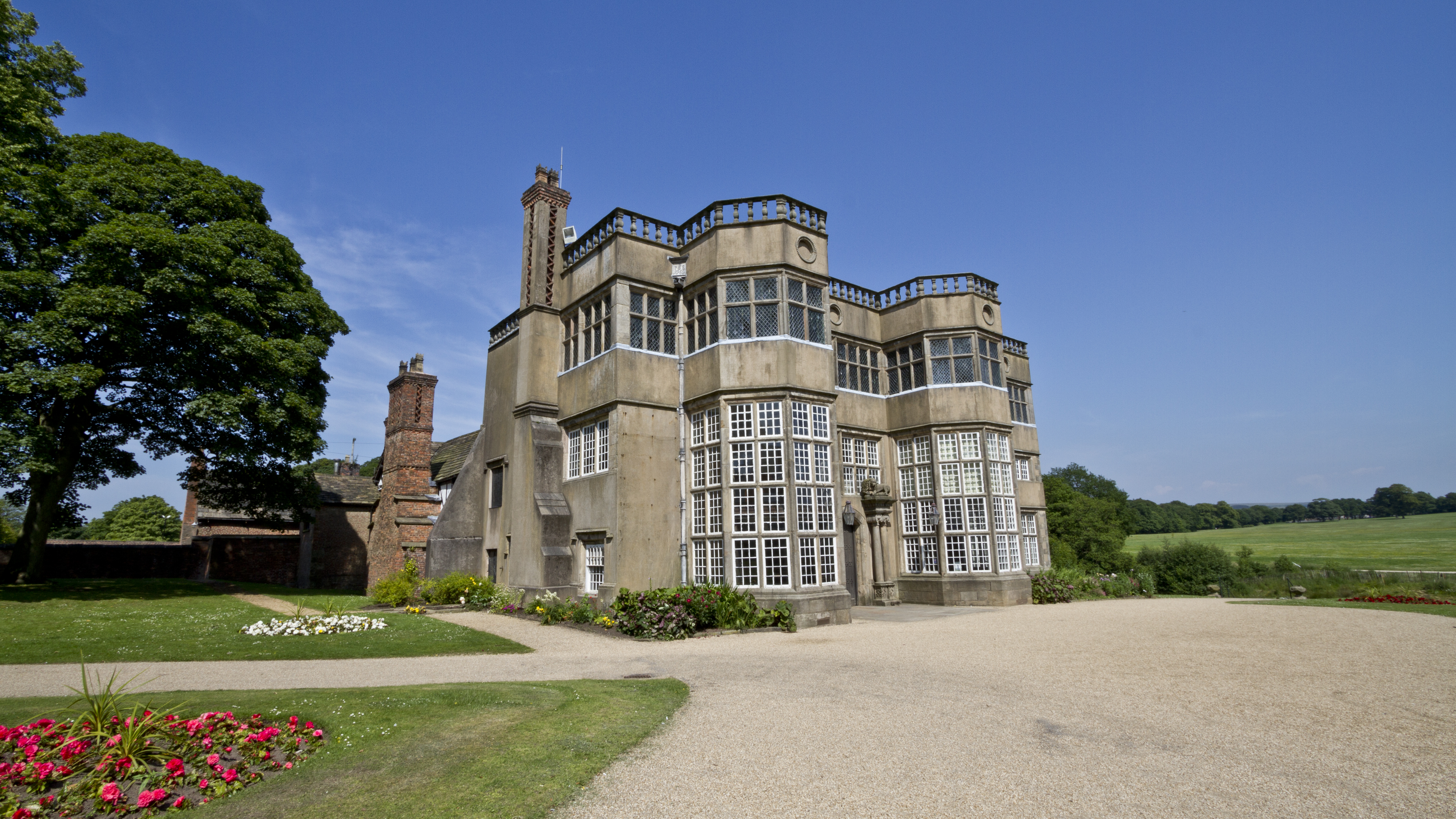
Astley Hall

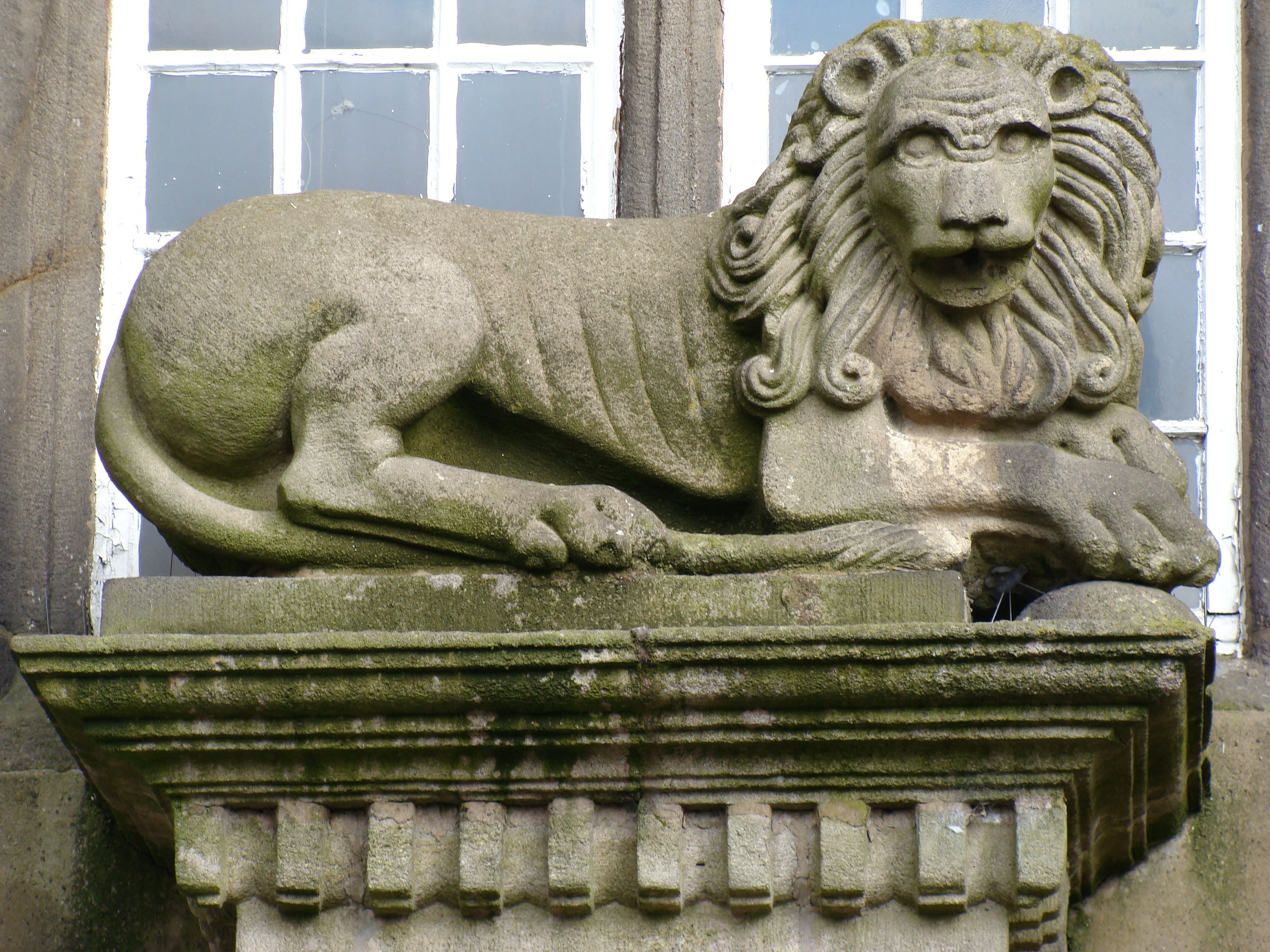
Einer der steinernen Löwen, die die Eingangstür flankieren

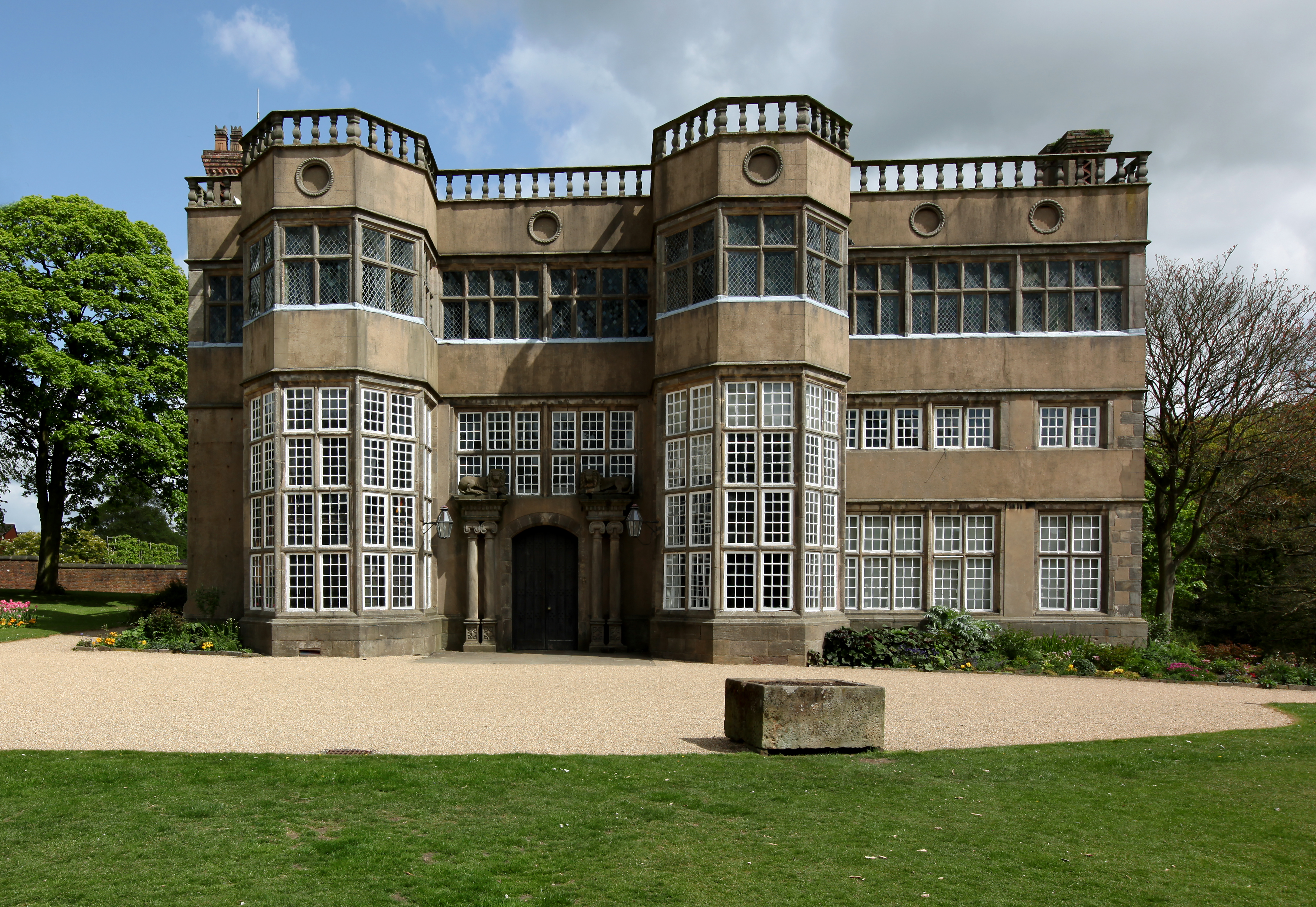
Die steinerne Eingangsfassade aus dem 17. Jahrhundert

Astley Hall ist ein Landhaus im Markt Chorley in der englischen Grafschaft Lancashire. Heute gehört das Haus Borough of Chorley, die dort das Astley Hall Museum and Art Gallery untergebracht hat. Der ausgedehnte Landschaftspark um das Haus heißt heute Astley Park.

## Geschichte
Im 15. Jahrhundert kaufte die Familie Charnock das Anwesen von den Rittern des hl. Johannes von Jerusalem. Die Charnocks ließen das ursprüngliche Fachwerkhaus in den Jahren 1575–1600 um einen kleinen Hof herum errichten. 1665 heiratete Margaret Charnock den Sohn von Sir Peter Brooke, einem Parlamentsabgeordneten, Richard Brooke aus Mere in Cheshire. Sie ließen das heutige Gebäude mit seiner großartigen, aber asymmetrischen Frontfassade aus Mauerziegeln mit einer Reihe von breiten Doppelfenster-Erkern bauen. Diese Frontfassade besitzt einen Eingang besonderen, rustikalen ionischen Säulen, in dieser späten Periode jedenfalls bemerkenswert.
Das Innere des Hauses zeigt großartige Stuckarbeiten aus dem 17. Jahrhundert an den Decken des Rittersaals und des Salons mit schweren Blumengebinden und stützenden Cherubinen. Die Deckendarstellungen sind in ihren Exzessen barbarisch und die Figuren relativ ungeschickt modelliert, auch wenn die Szenen atemberaubend sind. Nicht alle figürlichen Darstellungen sind aus Stuck; es gibt auch Elemente aus Blei oder Leder. Die Treppe ist aus derselben Zeit und hat eine mit grobem, aber kräftig geschnittenem Säulenlaubwerk verzierte Balustrade und quadratische Stützpfeiler mit Blumenvasen darauf.
Die unteren Teile der Wände sind holzverkleidet. In die Verkleidungen sind Gemälde einer interessanten Sammlung damals moderner Größen eingesetzt, z. B. von Protestanten wie Königin Elisabeth I. und König Wilhelm dem Stillen, Katholiken wie König Philipp II. von Spanien und Ambrosio Spinola, der Entdeckern Christoph Kolumbus und Ferdinand Magellan und Moslems wie Bajezid I. und Mehmed II., Sultane der Türkei. Man denkt, dass diese Arbeiten eher früheren Datums als der Rest der Ausstattung sind und aus der Zeit des Parlamentsabgeordneten Thomas Charnock stammen, der 1648 starb. Im Obergeschoss erstreckt sich auf die gesamte Breite des Hauses die Lange Galerie, die den schönste Shuffleboard-Tisch überhaupt enthält, der 7,2 Meter lang ist.
Im Haus findet sich ein Bild des Hauses aus der Vogelperspektive aus der Zeit um 1710, auf dem kleine Turmsalettl an den Ecken seines Vorhofes abgebildet sind. In der Folge blieben die Brookes ohne männliche Nachkommen und das Haus fiel an Robert Townley Parker aus Cuerden, der 1825 den Südflügel anbauen und das Innere mit Stuck, vermutlich nach Entwürfen von Lewis Wyatt, der für Parker an der Cuerden Hall gearbeitet hatte, ausgestalten ließ. Das Speisezimmer im Flügel vom Beginn des 19. Jahrhunderts hat eingelegte Holzvertäfelungen aus dem 16. Jahrhundert, die von anderer Stelle zugekauft wurden.
1864 ist im letzten Willen des Alkalifabrikanten John Hutchinson aus Widnes einer der Nachlassverwalter als „Thomas Part of Astley Hall in Chorley“ bezeichnet, auch wenn Thomas Part damals wohl nicht der Eigentümer des Hauses war.
1922 übereignete Reginald Tatton das Haus und seinen Inhalt an die Chorley Corporation als Denkmal an die Männer des Marktes, die im Ersten Weltkrieg gefallen waren. Seitdem ist Astley Hall ein Museum. Im Haus befinden sich schöne Eichenmöbel, flämische Bildwirkereien und Holzvertäfelungen. Man sagt, dass Oliver Cromwell während der Schlacht von Preston im 17. Jahrhundert in dem Landhaus weilte und angeblich seine Stiefel dort zurückließ. Die letzten Untersuchungen zeigen allerdings, dass dies wohl nicht seine eigenen Stiefel gewesen sind, auch wenn dies nicht bedeutet, dass er nicht in diesem Landhaus gewesen ist. Eine lange Reihe zeitgenössischer Ausstellungen sind die ganze Saison über in der Kunstgalerie zu sehen und Veranstaltungen werden das ganze Jahr über organisiert.
Die einfachen, klassischen Stallungen in Ziegelbauweise mit einem Ziergiebel in der Mitte wurden um 1800 errichtet.
Der Landschaftspark mit einem kleinen See wurden von John Webb gestaltet und zeigt einen pittoresken, mäandrierenden Bach, der durch einen bewaldeten Hohlweg verläuft.
Der Park, die Remise und der eingefriedete Garten sind kürzlich mit Unterstützung vom Heritage Lottery Fund und von der Gemeindeverwaltung renoviert worden. Ein ausgedehntes Projekt war die Wiederherstellung der Ha-Ha aus dem 17. Jahrhundert, die Entschlickung des Sees, das Fällen von Bäumen, die Renovierung der Remise und des eingefriedeten Gartens. In der Remise sind jetzt die eine neue Kunstgalerie und ein Konferenzraum im Obergeschoss untergebracht. Im Erdgeschoss befinden sich ein Café und ein Klassenzimmer.

## Frühere Besitzer
- bis 1616: Robert Charnock († 1616)
- 1616–1648 oder 1653: Richard Charnock (Parlamentsabgeordneter) († 1648 oder 1653)
- 1648 oder 1653–1715: Margaret Charnock, Gattin von Richard Brooke, (1640–1715)
- 1715–1721: Peter Brooke, Sohn der beiden, (1673–1721)
- 1721–1734: Thomas Brooke, Bruder von Peter Brooke, (1684–1734)
- 1734–1748: Richard Brooke, Sohn von Thomas Brooke, (1717–1748)
- 1748–1786: Peter Brooke, Bruder von Richard Brooke, († 1786)
- 1786–1787: Peter Brooke, Sohn von Peter Brooke, (1764–1787)
- 1787–?: Susannah Brooke, Schwester von Peter Brooke, (1762–1852), Gattin von Thomas Townley Parker (1760–1794)
- ?–1879: Robert Townley Parker, Sohn der beiden, (1793–1879)
- 1879–1906: Thomas Townley Parker, Sohn von Robert Townley Parker, (1822–1906)
- 1906–1922: Reginald Arthur Tatton, Neffe von Thomas Townley Parker, (1857–1926)
- 1922–heute: Gemeindeverwaltung von Chorley

## Heute
Das Landhaus befindet sich im Eigentum der Gemeindeverwaltung von Chorley und wird von ihr verwaltet. Es dient als Museum, man kann es aber auch für Veranstaltungen mieten und an Wochenenden ist es öffentlich zugänglich. Es wird kein Eintrittsgeld erhoben.
Die 2013 eröffnete Chorley Remembers Experience ist eine 46 m² große Ausstellung, die in drei Zonen unterteilt ist – Erinnerung, Konflikte und Aktivitäten – und sich auf die Rolle Chorleys in den militärischen Konflikten und deren Geschichte konzentriert. Die Ausstellung wird von Trustees of the Chorley Pals Memorial betrieben.
Die permanente Ausstellung in der Remise von Astley Hall wurde von Heckford erbaut und ausgestattet.
Zuschüsse zu diesem Projekt kamen vom Heritage Lottery Fund.